# Sheet Music (Barry White)
Sheet Music è l'undicesimo album del cantante statunitense Barry White, pubblicato nel 1980 dalla Unlimited Gold Records. Include una cover del brano Rum and Coca-Cola, grande hit del 1945 resa celebre dalle Andrews Sisters. Esistono anche due versioni di She's Everything to Me e Love Makin' Music incise da White in lingua spagnola con i titoli di Ella Es Todo Para Mi e Mi Nueva Cancion, come lato B degli omonimi 45 giri.

## Tracce
1. Sheet Music (Politi, White) - 7:02
2. Lady, Sweet Lady (Sallitt) - 5:40
3. I Believe in Love (Hudman, Johnson, White) - 8:06
4. Ghetto Letto (Cameron, Politi, White) - 5:56
5. Rum and Coke (Amsterdam, Baron, Sullavan) - 2:32
6. She's Everything to Me (Butler, White) - 2:39
7. Love Makin' Music (Ragovoy, Schroeder) - 4:59